# Bessais-le-Fromental
Bessais-le-Fromental ist eine französische Gemeinde mit 293 Einwohnern (Stand: 1. Januar 2022) im Département Cher in der Region Centre-Val de Loire; sie gehört zum Arrondissement Saint-Amand-Montrond und zum Kanton Dun-sur-Auron. Die Einwohner werden Bessaisiens genannt.

## Geografie
Bessais-le-Fromental liegt etwa 45 Kilometer südsüdöstlich von Bourges. Umgeben wird Bessais-le-Fromental von den Nachbargemeinden Bannegon im Nordwesten und Norden, Neuilly-en-Dun im Norden und Nordosten, Saint-Aignan-des-Noyers im Osten, Valigny im Südosten und Süden, Isle-et-Bardais im Süden, Ainay-le-Château im Südwesten sowie Vernais im Westen.

## Bevölkerungsentwicklung
| Jahr                       | 1962 | 1968 | 1975 | 1982 | 1990 | 1999 | 2006 | 2013 | 2019 |
| Einwohner                  | 535  | 535  | 430  | 405  | 361  | 325  | 316  | 333  | 301  |
| Quellen: Cassini und INSEE |      |      |      |      |      |      |      |      |      |

## Sehenswürdigkeiten
- Kirche Saint-Martin aus dem 11. Jahrhundert

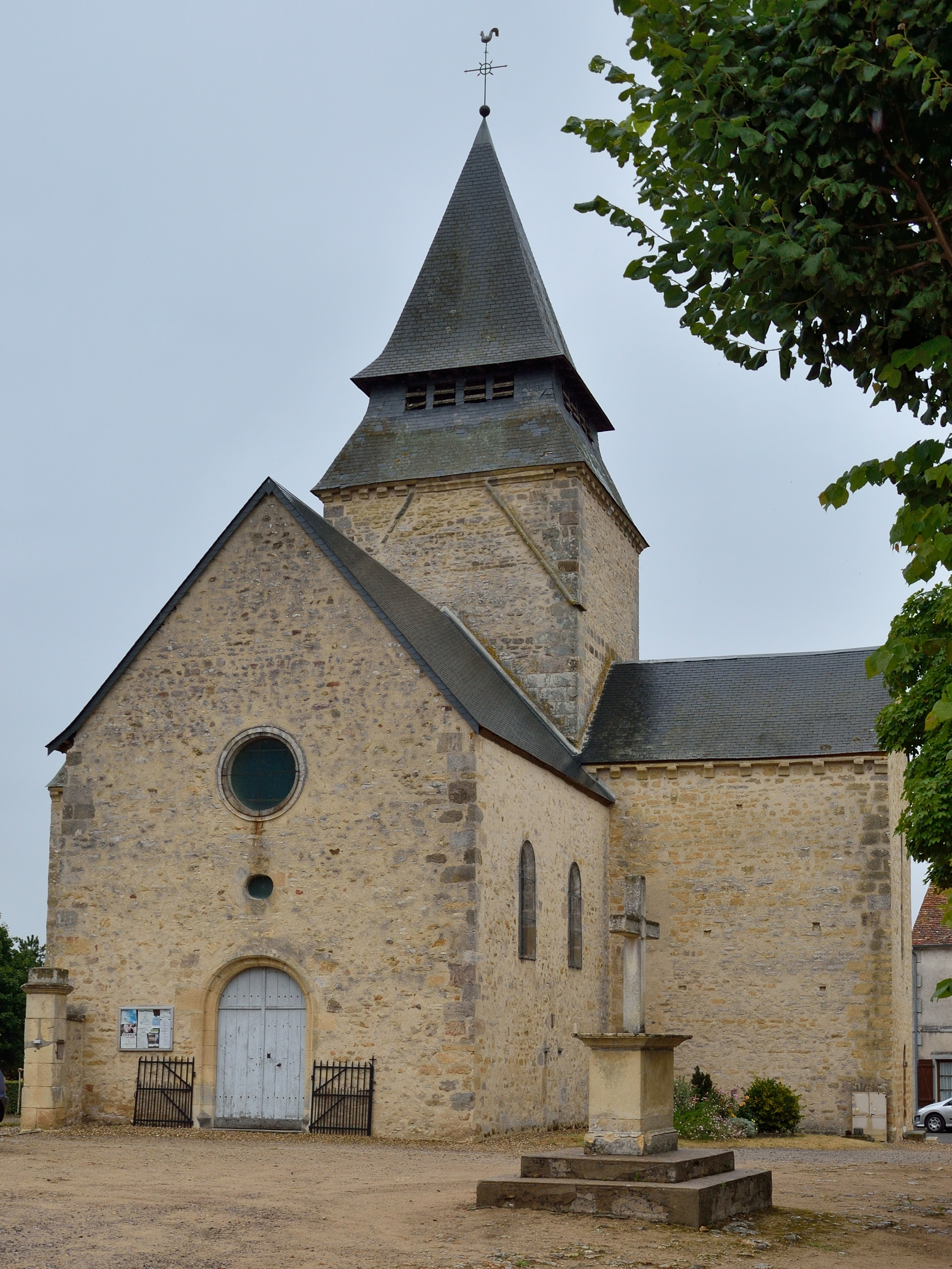
Kirche Saint-Martin